# Club Real Santa Cruz
Club Real Santa Cruz is een Boliviaanse voetbalclub uit Santa Cruz de la Sierra. De club werd op 3 mei 1960 opgericht en degradeerde in 2001 uit de hoogste divisie van het Zuid-Amerikaanse land, de Liga de Fútbol Profesional Boliviano. Het thuisstadion is het Estadio Juan Carlos Durán, dat een capaciteit van 25.000 plaatsen heeft.

## Erelijst
- Copa Simón Bolívar (1)

1993

## Bekende (oud-)spelers
- Sergio Galarza
- José Luis Medrano
- Modesto Molina
- Mario Pinedo
- Sergio Rivero
- Rómer Roca
- Silvio Rojas
- Modesto Soruco

## Trainer-coaches
- Carlos Aragonés (1991)